# Christiane Pooley
Christiane Pooley (Temuco, 1983) é uma artista plástica chilena
Depois de estudar na Pontifícia Universidade Católica do Chile, obteve o seu diploma na Chelsea College of Art and Design.
Pooley desenvolveu o gosto por pesquisar e criar espaços nas suas pinturas. Na sua exposição Bordes del Mundo, ela explora paisagens, tanto naturais como criadas pelo homem.
Atualmente, mora em Paris.